# Gustaf Upmark den äldre
Gustaf Henrik Wilhelm Upmark, född 29 februari 1844 i Stockholm, död där 29 maj 1900, var en svensk konsthistoriker och museiman.

## Biografi

### Tidiga år
Upmark var son till revisorn i kammarrätten Lars Gustaf Mauritz Upmark och hans hustru Matilda Wilhelmina Molien. Han blev student vid Uppsala universitet 1861, filosofie kandidat 1869, och anställdes samma år som extraordinarie amanuens vid Nationalmuseums konstavdelning.

### Nationalmuseum

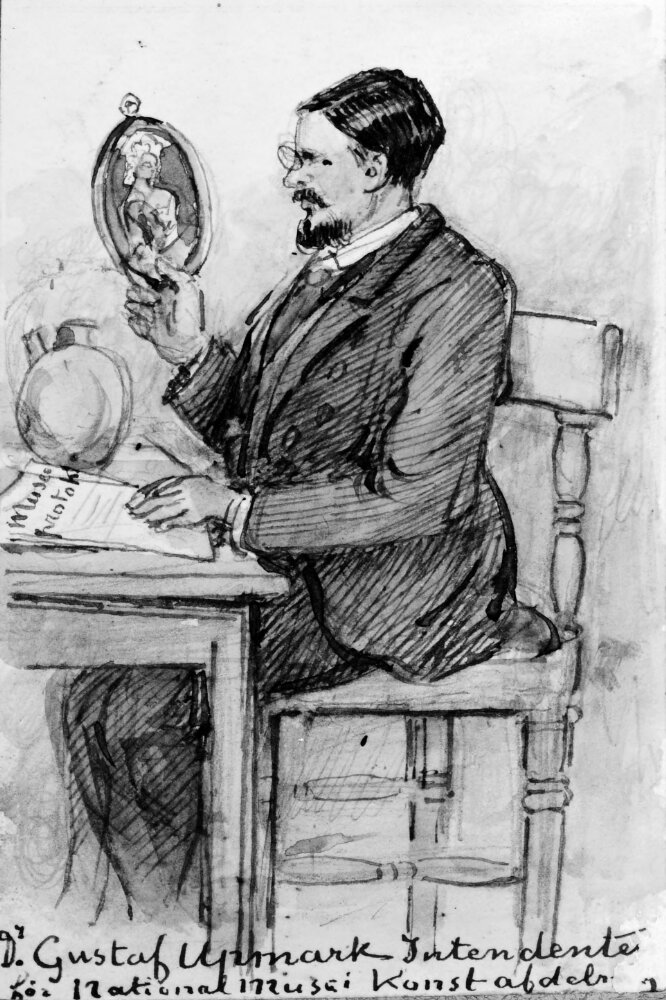
Skiss över Gustaf Upmark av Fritz von Dardel.

Sedan han 1873 blivit andre och 1875 förste amanuens samt 1880 utnämnts till intendent vid Nationalmuseum i Stockholm, tog han under sin särskilda vård handtecknings- och gravyrsamlingarna, och bidrog även till att organisera museisamlingarna på ett modernt sätt. Upmark var också den drivande kraften bakom renoveringen av Gripsholms slott som på 1800-talet var kraftigt förfallet. Han var initiativtagare till Föreningen för Grafisk Konst, och dess förste ordförande 1887–1900.
Upmark kom att betyda mycket för svensk konstslöjd under slutet av 1800-talet. Han utgav ett antal bildverk med stilexempel att användas vid olika typer av hemslöjdsarbete. Annars är hans mest kända verk "Svensk byggnadskonst 1539–1760", som först utgavs på tyska 1897–1900. 1904 kom en svensk översättning. Han valdes 1893 in som hedersledamot i Södermanlands-Nerikes nation.

## Familj
Gustaf Upmark var gift med Eva Kindstrand och de fick tillsammans tre barn:
- 1: Gustaf Upmark den yngre, född 13 mars 1875
- 2: Johan Upmark, född 2 december 1876
- 3: Dora Lamm, född 4 februari 1880

Han var även farfar till Erik Upmark och farfars morfar till Peder Lamm. Gustaf Upmark är begravd på Västerhaninge kyrkogård.